# Mitsubishi Aluminum
Mitsubishi Aluminum Co. (яп. 三菱アルミニウム株式会社 мицубиси аруминиуму кабусикигайся) — японская алюминиевая компания. Входит в группу Mitsubishi. Производит алюминий, сплавы алюминия и изделия из алюминия и его сплавов.

## История
Компания основана в 1962 году в качестве «Mitsubishi Reynolds Aluminum Co.,Ltd.». В январе 1963 года начинается строительство алюминиевого завода (Fuji Plant). Строительство первой очереди завершается в октябре того же года (экструдер). Годом позже вводится в строй линия по производству алюминиевой фольги. А к июню 1965 года строительство предприятия полностью завершено. В первые годы существования компании открываются филиалы в Нагое и Осаке. В 1968 году компания получает право использовать марку «JIS» (Japanese Industrial Standards).
В 1970 году компания получает своё современное название «Mitsubishi Aluminum Co., Ltd.». В 1975 году Mitsubishi Aluminum приобретает у Incilco Corp. лицензию на производство тонкостенных бесшовных труб.
В 1985 году открыто совместное предприятие с Incilco Corp в США «Thermalex». В 1991 году совместно с JFE Corporation налажен выпуск автомобильного листового алюминия. В 1994 и 1995 годах соответственно открываются представительства компании в Бангкоке и Шанхае.

## Акционеры компании
- Mitsubishi Materials Corporation
- Mitsubishi Corporation
- Mitsubishi Heavy Industries, Ltd.
- The Bank of Mitsubishi Tokyo UFJ, Ltd.
- The Mitsubishi UFJ Trust And Banking Corporation
- Meiji Yasuda Life Insurance Company
- Tokio Marine & Nichido Fire Insurance Co., Ltd.